# Herzebrock-Clarholz
Herzebrock-Clarholz es un municipio situado en el distrito de Gütersloh, en el estado federado de Renania del Norte-Westfalia (Alemania), con una población a finales de 2016 de unos 15 851 habitantes.
Se encuentra ubicado al noreste del estado, en la región de Detmold, a la orilla del río Ems y cerca de la frontera con el estado de Baja Sajonia.